# いーじーぷれす
いーじーぷれす(ezpress)は、茨城県南部（土浦市、つくば市、牛久市、龍ケ崎市、守谷市、取手市、下妻市、阿見町、など）を中心に配布されているフリーペーパー。1997年創刊。
茨城県南部地域の飲食店やファッション店などの店舗紹介、
求人紹介、地元情報の記事などが掲載される。
現在の発行元は茨城県つくば市二の宮3丁目に所在する株式会社イデアル。当初の発行元は、茨城県土浦市大手町1丁目に所在した株式会社アクセス。
株式会社イデアルは、2018年8月につくば市谷田部に移転。
店舗設置型で、スーパー、家電量販店、薬局、飲食店、美容サロンなどのほか公民館などでも無料配布されている。
発行は月刊ペースで月末から翌月1日ごろ発行。発行部数は5万部。
当初の発行元の株式会社アクセスが社長の健康上の理由で撤退。これに伴い2008年4月号をもって廃刊したが、2009年よりいーじーぷれす編集部に発行元が変わり、2009年3月号よりいーじーぷれす.として復活。